# Lizena

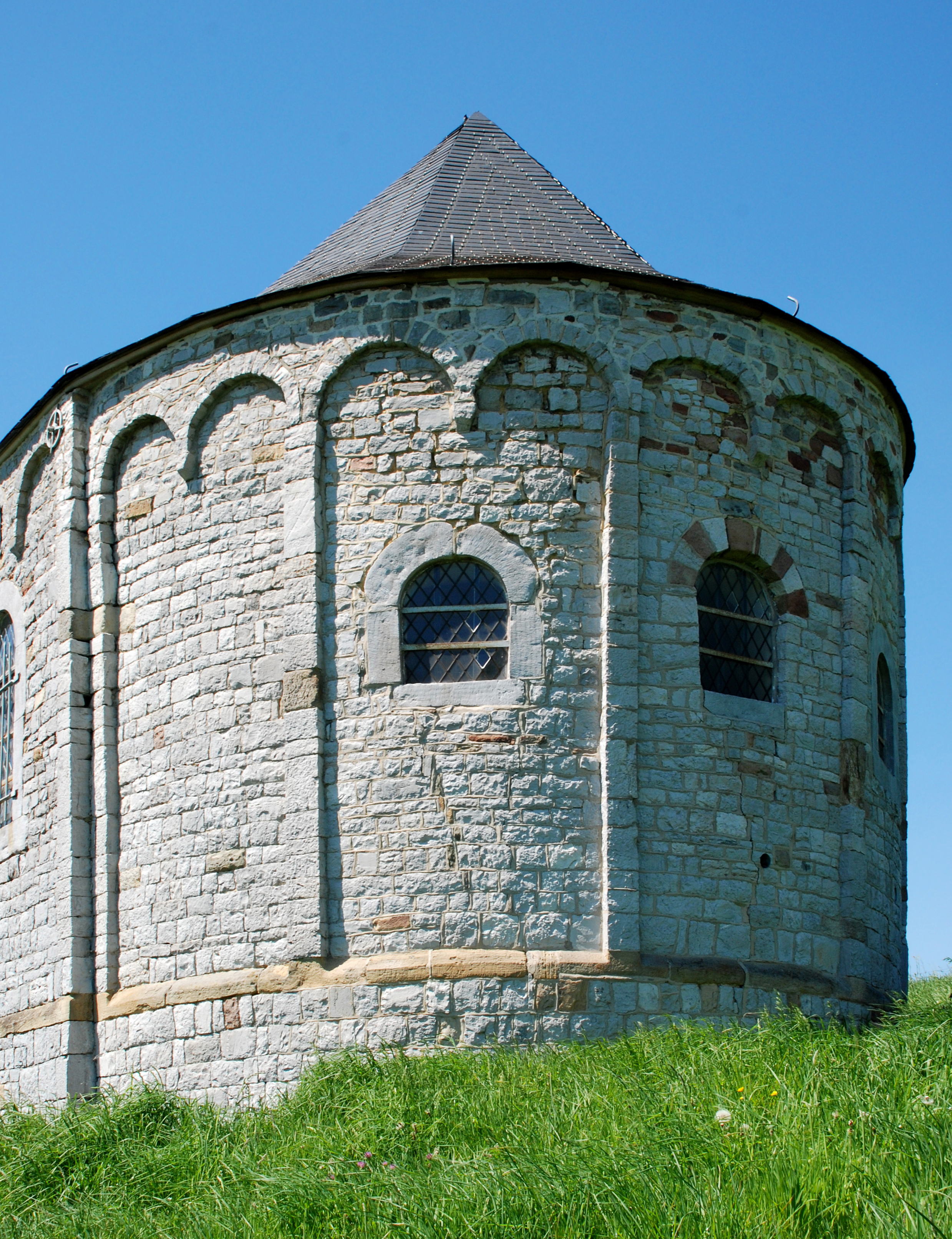
Lizeny tworzące układ lombardzki

Lizena (niem. Lisene) − płaski, pionowy występ w murze zewnętrznym. 
Lizena pierwotnie miała znaczenie konstrukcyjne – występowała w miejscu narażonym na działanie rozporu (sił rozpierających), czyli w osiach, w których po stronie pomieszczenia przypadają łuki od sklepień. Lizena różni się od pilastra tym, że nie ma głowicy ani bazy. Układ lizen i rytm podziału pomieszczenia na przęsła zazwyczaj się pokrywa. Lizeny są charakterystyczne dla architektury romańskiej. W okresie wczesnoromańskim (XI–XII wieku) w budownictwie z cegły występuje połączenie wąskich lizen prowadzonych przez całą wysokość budynku w połączeniu z arkaturą – tzw. układ lombardzki. W architekturze renesansowej i późniejszej lizeny występują również jako element dekoracyjny.  